# Draupadi Murmu

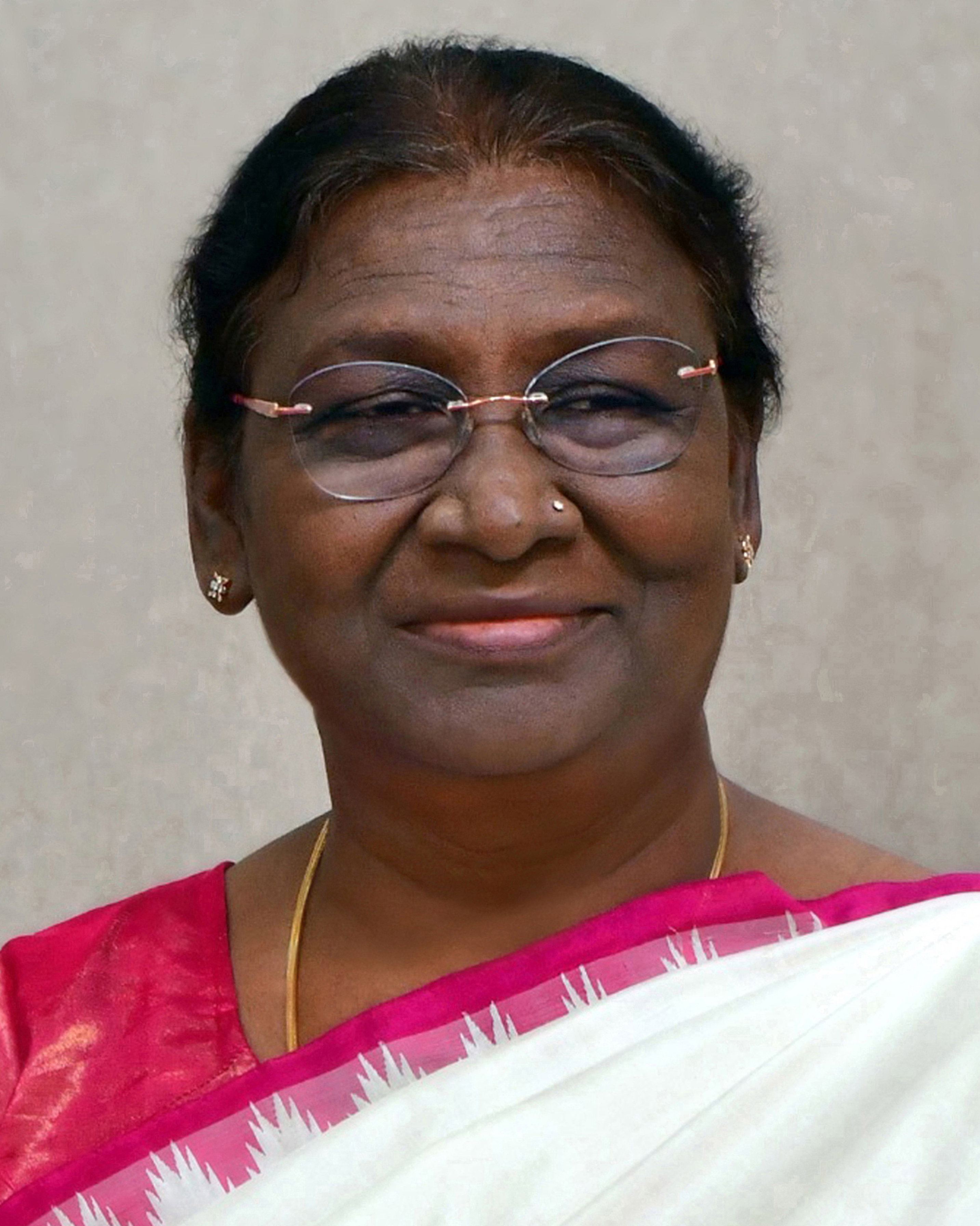
Offizielles Porträt von Draupadi Murmu als Präsidentin von Indien (2022)

Draupadi Murmu (anglisiert auch Droupadi Murmu; Hindi द्रौपदी मुर्मू; Santali ᱫᱨᱚᱣᱯᱚᱫᱤ ᱢᱩᱨᱢᱩ; * 20. Juni 1958 in Baidaposi, nahe Rairangpur in Odisha) ist eine indische Politikerin. Sie ist seit dem 25. Juli 2022 Präsidentin der Republik Indien.
Murmu gehört dem Volk der Santhal an. Sie war von 2015 bis 2021 Gouverneurin von Jharkhand. Sie ist Mitglied der Bharatiya Janata Party (BJP).

## Politisches Wirken
Vor ihrem Eintritt in die Politik war Draupadi Murmu unter anderem als Lehrerin im öffentlichen Dienst tätig. Ihre politische Karriere begann 1997 mit ihrer Wahl in den Rat von Rairangpur. Im selben Jahr wurde sie Vizepräsidentin der Scheduled Tribes Morcha der BJP in Odisha. Von 2000 bis 2004 war sie Mitglied der gesetzgebenden Versammlung von Rairangpur und hatte nacheinander zwei Ministerämter in Odisha inne. Von 2010 bis April 2015 war sie Distriktspräsidentin von Mayurbhanj.
Am 18. Mai 2015 wurde Murmu als erste Frau auf den Gouverneursposten von Jharkhand berufen. Sie wurde damit Nachfolgerin von Syed Ahmed. Murmu ist für ihren Einsatz für soziale Fragen bekannt. Sie ist die erste Frau aus Odisha, und auch die erste Person mit einem Adivasi-Hintergrund, die Gouverneurin eines indischen Staates wurde und auch die volle Amtszeit ableistete. Als Gouverneurin von Jharkhand wies Murmu zwei Gesetzesvorschläge der Regierung betreffend Landbesitz zurück, gegen die es Widerstand von Adivasi-Gruppen gab. 2007 erhielt sie den Nilakantha Award der gesetzgebenden Versammlung Odishas.
2017 war Murmu als mögliche Kandidatin für das Präsidentenamt in Indien im Gespräch. Bei der Präsidentschaftswahl in Indien am 18. Juli 2022, zu der sie im Juni 2022 nominiert wurde, erhielt Murmu die meisten Stimmen. Murmu wird damit (nach Pratibha Patil) die zweite Präsidentin und die erste indigene Staatsführerin in der Geschichte Indiens.

## Privatleben
Murmu wuchs im Distrikt Mayurbhanj in einer Adivasi-Gemeinde des Bundesstaates Odisha auf. Diese Gegend Odishas gilt als wenig entwickelt und arm an Infrastruktur, ähnlich vielen anderen Gegenden, die überwiegend von Adivasi bewohnt werden. So wurde das Heimatdorf Murmus erst in der Folge ihrer Ernennung zur Präsidentschaftskandidatin 2022 elektrifiziert. Ihr Vater, ebenso wie einer ihrer Großvater, war Dorfvorsteher nach dem Panchayati-Raj-System.
Sie besuchte in ihrer Gemeinde die Dorfschule und studierte danach am Ramadevi Women’s College in der Landeshauptstadt Bhubaneswar, wo sie 1979 graduiert wurde.
Murmu war mit dem verstorbenen Shyam Charan Murmu verheiratet. Die beiden gemeinsamen Söhne sind ebenfalls bereits verstorben. Die Tochter ist eine Bankerin.

## Zitat
„Die Santhal, die sich durch Draupadi Murmu vertreten fühlen, setzen sich unter anderem für die Anerkennung des ‚Sarna Dharma‘ ein
– Wälder und Natur gelten ihnen als heilig.“